# 蓬萊峡

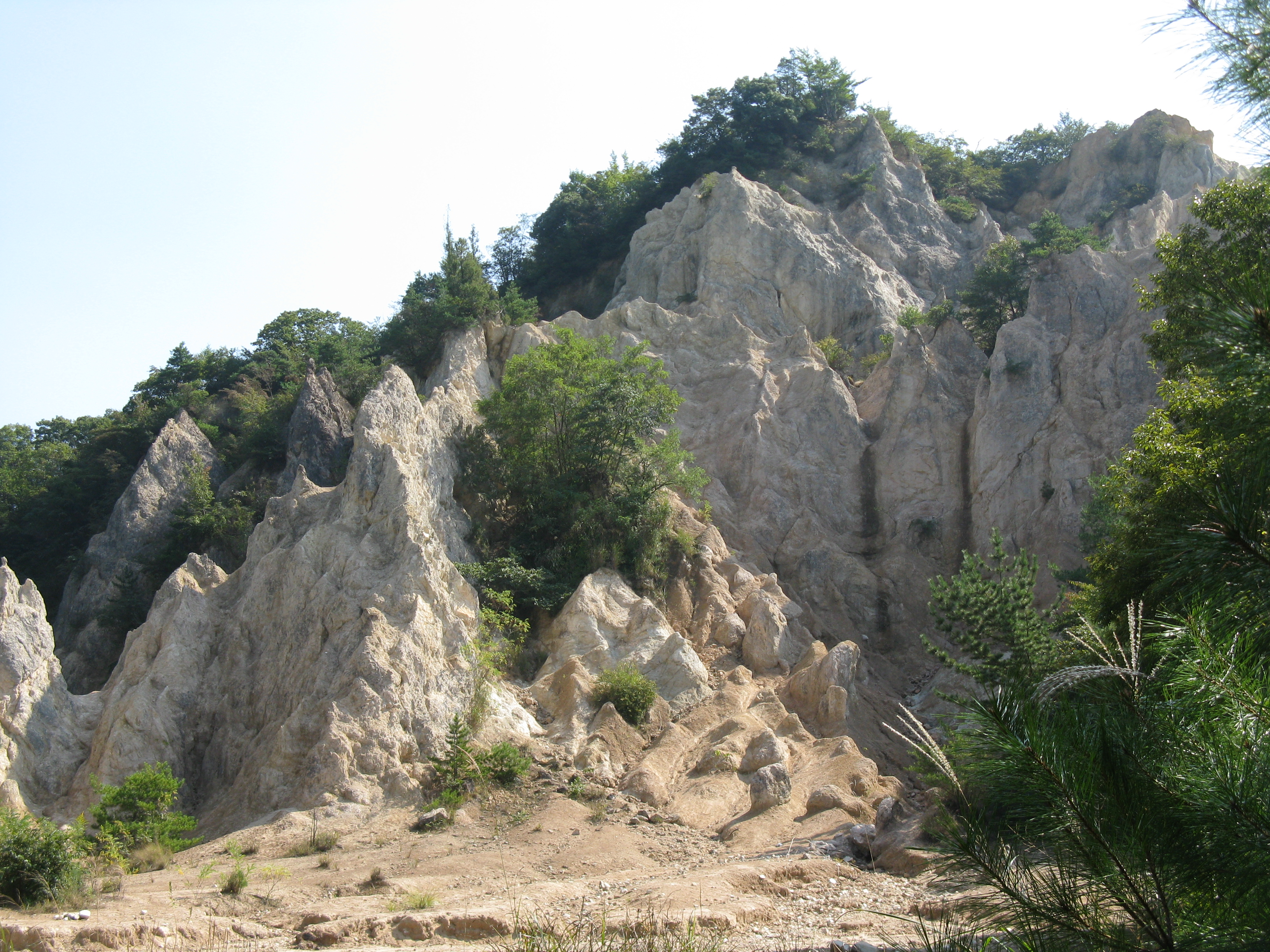
[写真1] 蓬萊峡

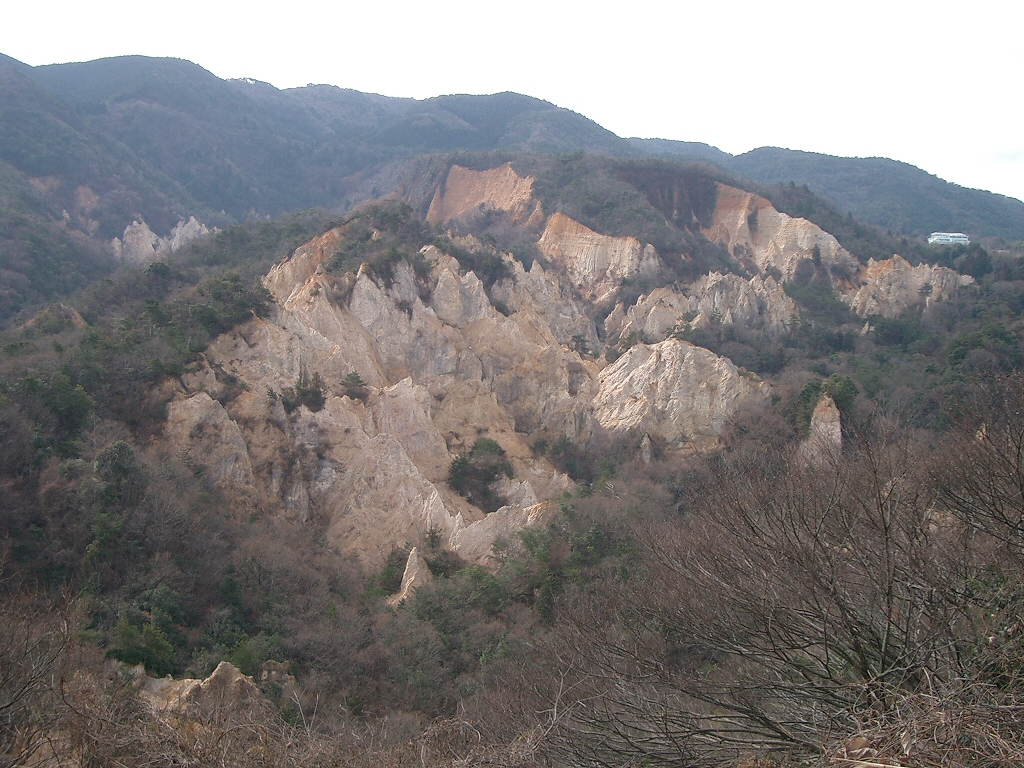
[写真2] 蓬萊峡：白く尖った地形は風化した花崗岩で高さ100m（画面中央）。上層の茶色の崖は礫層であり、花崗岩の上に堆積し厚さ50mに達する

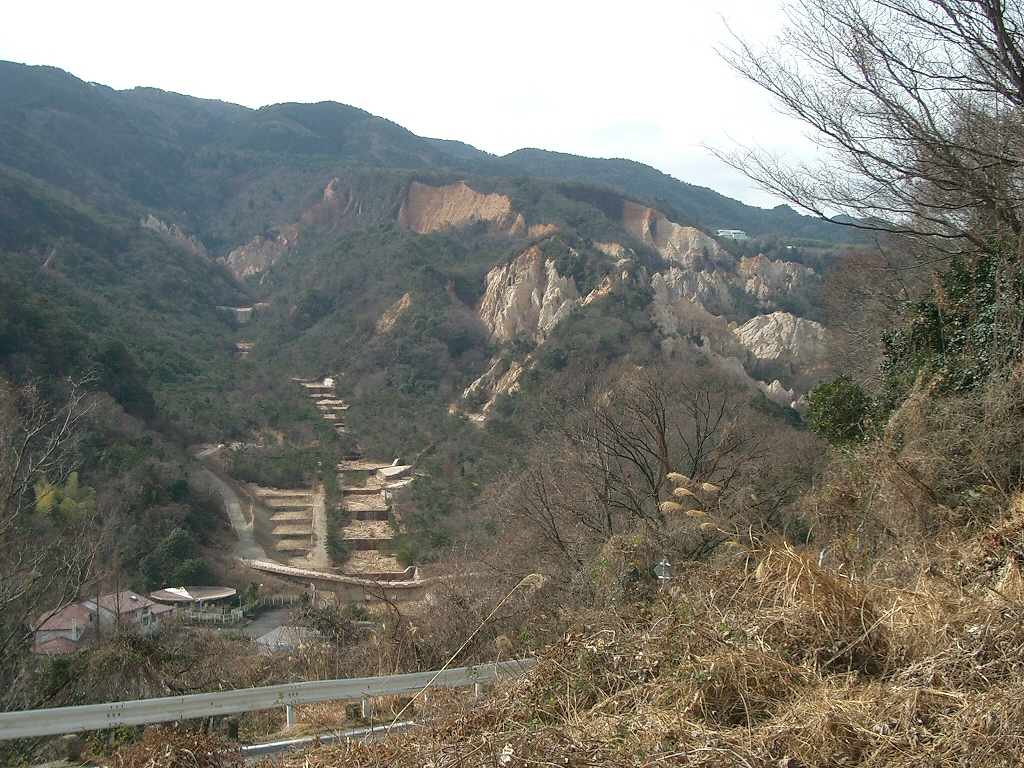
[写真3] 北側から見た座頭谷と蓬萊峡：座頭谷（画面左）に並ぶ砂防ダムは国の事業で完成（1952年）

蓬萊峡（ほうらいきょう）は、兵庫県西宮市の六甲山地にある峡谷。その景色から、瀬戸内海国立公園の指定区域に組み込まれている。

## 概要
蓬萊峡は、六甲山の裏側（北側）を有馬高槻構造線の西に続く六甲断層に沿って西から東へまっすぐ流れる大多田川の上流部、支流の座頭谷川との合流地点より上流の南側にある。破砕された花崗岩がさらに風化を受けて鋸歯状の鋭い岩峰の稜線を見せる峡谷である。断層破砕帯にあたり、地質学では「バッドランド（悪地）」と呼ばれる地形であるが、これほど険しい地形は世界でも特異とされる。
写真2に見える白い岩は著しく風化した花崗岩であり、その表面は素手で簡単に崩せるほどもろい。
白い剣山が無数に天を突き、殺伐としてあまりにも非現実的な風景であることから、松本清張原作の「内海の輪」、黒澤明監督の映画「隠し砦の三悪人」（1958年版）など、映画やテレビドラマのロケ地としてしばしば採用された場所であった。
1970-1980年代には岩場を登る技術（3点確保など）を磨く場、また2000年代以降は六甲山地への代表的な登山ルートの一つとして広く知られる存在である。
座頭谷は、その昔、京都に住んでいたひとりの座頭が持病を癒すため有馬温泉へ向かう道中で行き倒れになった言い伝えから、その霊を慰めるために命名された地名である。当時の有馬へ通じる正しい経路は四十八ヶ瀬と呼ばれる太多田川の瀬を伝い、進路右手の船坂峠へ向かった。ところがこの座頭は誤って人の通らぬ左の谷へ迷い込み、杖を頼りに谷底深く進んだが盲目であったため谷を出ることもかなわず行き倒れて、ついには遺骸として狩人に発見された。

## 歴史

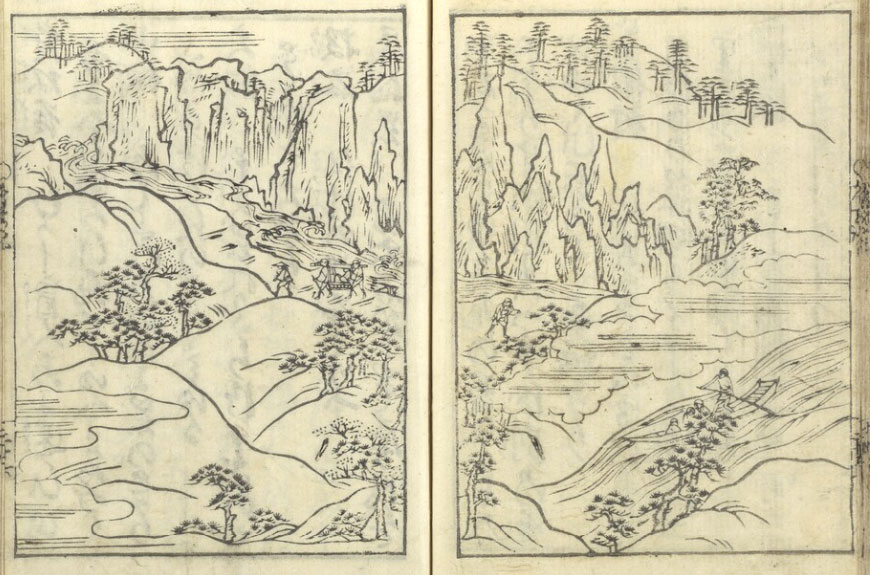
「座頭谷」の挿絵に小剣、大剣はあるが、この時代に「蓬莱峡」とは記されていない。（貝原益軒『有馬湯山記』1711年）

この辺りは、豊臣秀吉が大阪から有馬温泉へ向かうときに通行した道「有馬街道」の難所であった。江戸時代に儒学者貝原益軒が著した『有馬湯山記（ありま ゆのやまの き）』（有馬山温泉記、1631年）には座頭谷の挿絵に「剣岩」・「大剣」・「小剣」と記されている。
1929年に発行された『有馬郡誌』には四十八ヶ瀬のみ記述がある。竹中靖一は1933年発行の著書で、「蓬莱峡は宝塚有馬自動車（現在の阪急バス）が剣山付近に対して名付けた名前」であるとした。ほぼ同じ時期のアルピニスト向けの雑誌『山小屋』（1935年発行）には読者投稿欄に「電鉄会社の無責任な命名とジャーナリズムの嬉しがりな宣伝」とまで指摘され、『西宮新市域風土記』（1953年）も「新しい地名」と記している。
地名は第二次大戦後にも書籍に見られ、児童書に「蓬莱峡の仕立屋銀次」という物語を記し1959年に上梓したのは、斐太猪之介（ひだ いのすけ）である。経済の高度成長期に入り、郷土の歴史を語り継ぐ『西宮あれこれ : その自然と歴史を語る』に「蓬萊峡」の由来も含まれる。
1973年に発行された『山口村誌』は、村長を務めた坂田勝蔵が青年時代に朝鮮の蓬莱山を訪問し、故郷の景観と似ていることから、剣岩、大剣、小剣のある一帯を蓬莱峡と名付けたという説をとっている。坂田は1900年から1903年まで県庁が取り仕切った船坂村の武庫川流域砂防工事で人夫総代を務めた。

## 見所
- 小屏風岩・大屏風岩[26][43][44]
- 座頭谷
- 知るべ岩 - 豊臣秀吉による石標。大多田川の古道の証（旧蹟「大閤知るべ岩」）[45]
- 剣山（北緯34度48分26秒 東経135度17分49秒 / 北緯34.80725度 東経135.29696度）
- 湯山古道 - 船坂地域に残る古代の道[32][33]

## 所在地
兵庫県西宮市塩瀬町生瀬及び山口町船坂。

## 交通アクセス
- 阪急宝塚線およびJR福知山線宝塚駅から阪急バス95系統有馬温泉行き[49]に乗車、「知るべ岩」[50][51]または「座頭谷」[52]下車徒歩10分（同名の宝塚駅行きバス停は200mほど宝塚駅寄り[50][53]）。
- JR福知山線生瀬駅[54]から阪急バス「生瀬」バス停（駅前からおよそ350mの国道[55]のバス停[56]へ歩く）より95系統有馬温泉行き[49]に乗車、または同駅より徒歩40分程度。
  - バス路線は、基本的に2時間に1本。ほかに、冬季を除く土曜・休日には臨時便も2時間に1本運行され、定期便と合わせて1時間間隔となる。なお同路線はJR西宮名塩駅を発着するが、同駅から乗車すると大回りとなる。
  - 阪急バス「蓬萊峡」停留所は、蓬萊峡を見下ろす高台にあるのでアクセスには不向き。（上記[要説明]写真の撮影場所近辺）

### ウェブサイト
国土交通省
- 六甲砂防事務所: “六甲山地質分布図”. 六甲山のおいたち.   国土交通省 近畿地方整備局 (2006年). 2024年8月16日閲覧。

西宮市
- “12月号 西宮北部の文学”. 西宮市ホームページ (2013年12月4日). 2024年8月16日閲覧。
- SakuraFM (2017年8月30日). “8月号 西宮に花ひらいた映画の文化”. 西宮市ホームページ. 2024年8月16日閲覧。

兵庫県立西宮高等学校
- 兵庫県立西宮高等学校: “新春ドラマに出た県西 … かつて西宮・宝塚はシネマの街”. 県西随想　～県西歴史物語～ (2018年8月6日). 2024年8月16日閲覧。

兵庫県神戸県民センター
- “六甲山の治山の歴史を学ぼう”. 六甲山の治山・砂防の歴史 : 六甲山の災害展.   兵庫県神戸県民センター・六甲治山事務所 (2020年). 2024年8月16日閲覧。
  - ラジオ関西が取材した動画の詳細[58][12]。